# Condado de Bradford (Florida)
El condado de Bradford es un condado ubicado en el estado de Florida.
En 2000, su población era de 26 088 habitantes. Su sede está en Starke.

## Historia
En 1858 se creó el condado New River. Su nombre fue cambiado por condado de Bradford en 1861, en honor al capitán Richard Bradford, quien participó en la Guerra de Secesión y murió en la batalla de Santa Rosa Island.

## Demografía
Según el censo de 2000, el condado cuenta con 26 088 habitantes, 8497 hogares y 6194 familias residentes. La densidad de población es de 34 hab/km² (89 hab/mi²). Hay 9605 unidades habitacionales con una densidad promedio de 13 u.a./km² (33 u.a./mi²). La composición racial de la población del condado es 76,28% blanca, 20,79% afrodescendiente o negra, 0,34% nativa americana, 0,61% asiática, 0,10% de las islas del Pacífico, 0,65% de otros orígenes y 1,24% de dos o más razas. El 2,38% de la población es de origen hispano o latino cualquiera sea su raza de origen.
De los 8497 hogares, en el 31,9% de ellos viven menores de edad, 55,4% están formados por parejas casadas que viven juntas, 13,3% son llevados por una mujer sin esposo presente y 27,1% no son familias. El 22,9% de todos los hogares están formados por una sola persona y 9,7% de ellos incluyen a una persona de más de 65 años. El promedio de habitantes por hogar es de 2,58 y el tamaño promedio de las familias es de 3,01 personas.
El 21,9% de la población del condado tiene menos de 18 años, el 9,5% tiene entre 18 y 24 años, el 32,1% tiene entre 25 y 44 años, el 23,5% tiene entre 45 y 64 años y el 12,9% tiene más de 65 años de edad. La mediana de la edad es de 37 años. Por cada 100 mujeres hay 127 hombres y por cada 100 mujeres de más de 18 años hay 132,5 hombres.
La renta media de un hogar del condado es de $33 140, y la renta media de una familia es de $39 123. Los hombres ganan en promedio $29 494 contra $20 745 para las mujeres. La renta per cápita en el condado es de $14.226. El 14,6% de la población y el 11,1% de las familias tienen entradas por debajo del nivel de pobreza. De la población total bajo el nivel de pobreza, el 18,3% son menores de 18 y el 17,6% son mayores de 65 años.

## Ciudades y pueblos
- Brooker
- Hampton
- Lawtey
- Starke

### Administración local
- Junta de comisionados del Condado de Bradford
- Supervisión de elecciones del Condado de Bradford
- Registro de propiedad del Condado de Bradford
- Oficina del alguacil del Condado de Bradford
- Oficina de impuestos del Condado de Bradford

- Datos: Q156577
- Multimedia: Bradford County, Florida / Q156577